# Maladies de la luzerne
Liste des maladies de la luzerne (Medicago sativa).

## Maladies bactériennes
| Maladies                            | Agents pathogènes                                                        |
| ----------------------------------- | ------------------------------------------------------------------------ |
| Taches bactériennes                 | Xanthomonas campestris pv. alfalfae                                      |
| Pourriture bactérienne des pousses  | Erwinia chrysanthemi pv. chrysanthemi                                    |
| Chancre bactérien                   | Pseudomonas savastanoi pv. phaseolicola = P. medicaginis                 |
| Flétrissement bactérien             | Clavibacter michiganensis subsp. insidiosus = Corynebacterium insidiosum |
| Galle du collet                     | Agrobacterium tumefaciens                                                |
| Pourriture des racines et du collet | Pseudomonas viridiflava                                                  |
| Nanisme                             | Xylella fastidiosa                                                       |

## Maladies fongiques
| Maladies                                                              | Agents pathogènes |
| --------------------------------------------------------------------- | --- |
| Pourriture à Acrocalymma                                              | Acrocalymma medicaginis Massarina walkeri [téléomorphe] |
| Anthracnose de la luzerne                                             | Colletotrichum trifolii |
| Anthracnose du trèfle                                                 | Kabatiella caulivora |
| Nécrose racinaire précoce                                             | Aphanomyces euteiches |
| Rhizoctone noir                                                       | Rhizoctonia leguminicola |
| Pourriture noire des racines                                          | Thielaviopsis basicola Chalara elegans [synanamorphe] |
| Botrytis (pourriture grise)                                           | Botrytis cinerea Botryotinia fuckeliana [téléomorphe] Sclerotinia sclerotiorum |
| Pourriture brune                                                      | Phoma sclerotioides = Plenodomus meliloti |
| Pourriture des racines et du collet                                   | Fusarium acuminatum Gibberella acuminata [téléomorphe] Fusarium avenaceum Gibberella avenacea [téléomorphe] Fusarium equiseti Fusarium oxysporum Fusarium sambucinum Fusarium solani Nectria haematococca [téléomorphe] Fusarium spp. Phoma medicaginis Pythium spp. Rhizoctonia solani Thanatephorus cucumeris [téléomorphe] Thielaviopsis basicola Chalara elegans [synanamorphe] |
| Pourriture charbonneuse                                               | Macrophomina phaseolina |
| Taches communes                                                       | Pseudopeziza medicaginis |
| Pourriture liégeuse des racines                                       | Xylaria sp. |
| Tumeurs marbrées dues à Physodermza alfalfae                          | Physoderma alfalfae = Urophlyctis alfalfae |
| Pourriture racinaire à Cylindrocarpon                                 | Cylindrocarpon magnusianum = Cylindrocarpon ehrenbergii Nectria ramulariae [téléomorphe] |
| Pourriture à Cylindrocladium                                          | Cylindrocladium crotalariae Calonectria crotalariae [téléomorphe] |
| Fonte des semis, pourriture des semences                              | Fusarium acuminatum Gibberella acuminata [téléomorphe] Mycoleptodiscus terrestris Phytophthora medicaginis Phytophthora megasperma f.sp. medicaginis Pythium spp. Pythium debaryanum Pythium irregulare Pythium splendens Pythium ultimum Rhizoctonia solani Thanatephorus cucumeris [téléomorphe]                                                                                  |
| Mildiou                                                               | Peronospora trifoliorum |
| Fusariose                                                             | Fusarium oxysporum f.sp. medicaginis |
| Taches de poivre                                                      | Leptosphaerulina trifolii ou Leptosphaerulina briosiani |
| Pourriture racinaire à Marasmius                                      | Marasmius sp. |
| Pourriture à Mycoleptodiscus                                          | Mycoleptodiscus terrestris |
| Pourriture racinaire à Myrothecium                                    | Myrothecium roridum Myrothecium verrucaria |
| Pourriture racinaire à Phymatotrichum = Maladie du Texas du cotonnier | Phymatotrichopsis omnivora = Phymatotrichum omnivorum |
| Pourriture racinaire à Phytophthora                                   | Phytophthora medicaginis Phytophthora megasperma f.sp. medicaginis |
| Oïdium                                                                | Erysiphe pisi Leveillula taurica |
| Rhizoctone                                                            | Rhizoctonia solani Thanatephorus cucumeris [téléomorphe] |
| Pourriture des pousses à Rhizopus                                     | Rhizopus stolonifer |
| Rouille                                                               | Uromyces striatus = Uromyces medicaginis = Uromyces oblongus = Uromyces striatus var. medicaginis |
| Sclérotiniose                                                         | Sclerotinia trifoliorum Sclerotinia sclerotiorum |
| Pourriture de la tige par Athelia                                     | Sclerotium rolfsii Athelia rolfsii [téléomorphe] |
| Ascochytose de la luzerne                                             | Phoma medicaginis |
| Taches foliaires et pourriture racinaire dues à Stagonospora          | Stagonospora meliloti Phoma meliloti [synanamorphe] Leptosphaeria pratensis [téléomorphe] |
| Taches foliaires à Stemphylium                                        | Pleospora spp. Stemphylium alfalfae Pleospora alfalfae[téléomorphe] Stemphylium botryosum Pleospora tarda [téléomorphe] Stemphylium globuliferum Stemphylium herbarum Pleospora herbarum [téléomorphe] Stemphylium vesicarium (complexe d'espèces) |
| Cercosporiose                                                         | Cercospora medicaginis |
| Verticilliose                                                         | Verticillium albo-atrum Verticillium dahliae |
| Rhizoctone violet de la luzerne                                       | Helicobasidium brebissonii Rhizoctonia crocorum[anamorphe] |
| Moisissure nivale de la luzerne                                       | Coprinus psychromorbidus |
| Taches jaunes                                                         | Leptotrochila medicaginis = Pyrenopeziza medicaginis = Pseudopeziza jonesii Sporonema phacidioides [anamorphe] |

## Maladies virales
| Maladies                                          | Agents pathogènes                                                                          |
| ------------------------------------------------- | ------------------------------------------------------------------------------------------ |
| Énation de la luzerne                             | Virus de l'énation de la luzerne (AEV, Alfalfa enation virus)                              |
| Mosaïque de la luzerne                            | Virus de la mosaïque de la luzerne (AMV, Alfalfa mosaic virus)                             |
| Enroulement foliaire du haricot                   | Virus de l'enroulement foliaire du haricot (BLRV, Bean leaf roll virus)                    |
| Mosaïque jaune du haricot                         | Virus de la mosaïque jaune du haricot (BYMV, Bean yellow mosaic virus)                     |
| Mosaïque du concombre                             | Virus de la mosaïque du concombre (CMV, Cucumber mosaic virus)                             |
| Maladie australienne latente de la luzerne        | Virus australien latent de la luzerne (LALV, Lucerne Australian latent virus)              |
| Maladie australienne sans symptômes de la luzerne | Virus australien sans symptômes de la luzerne (LASV, Lucerne Australian symptomless virus) |
| Striure transitoire de la luzerne                 | Virus de la striure transitoire de la luzerne (LTSV, Lucerne transient streak virus)       |
| Striure du pois                                   | Virus de la striure du pois (PSV, Pea streak virus)                                        |
| Mosaïque des nervures du trèfle rouge             | Virus de la mosaïque des nervures du trèfle rouge (RCVMV, Red clover vein mosaic virus)    |
| Striure du tabac                                  | Virus de la striure du tabac (TSV, Tobacco streak virus)                                   |
| Mosaïque du trèfle blanc                          | Virus de la mosaïque du trèfle blanc (WCMV, White clover mosaic virus)                     |

Un nématode, Ditylenchus dipsaci peut également parasiter la luzerne. Il est devenu un peu plus difficile à gérer depuis l'interdiction du bromure de méthyle.